# Frälsebrev
Frälsebrev var en urkund som är kända från 1360-talet med Magnus Eriksson, och utfärdades för frälse (skattebefriade) personer som ett skriftligt erkännande från kungen till företrädesvis lågadel, som i utbyte mot rusttjänst åtnjöt skattefrihet.  Högadel och stormän tycks ha vunnit skattefrihet även utan formella frälsebrev, kanske genom sedvanerätten.
Frälsebreven utfärdades till ägaren av en gård vilken kunde vara frälse men utan vapen, eftersom vapen inte var något adelsprivilegium.
Det tidigast kända frälsebrevet utfärdades 1378 av Albrecht av Mecklenburg, och senare kunde frälsebrevet utökas med en beskrivning av vapnet, varav det första kända, från 1 september 1420 genom av Erik av Pommern utfärdade frälsebrev till
ålänningen Björn Pålsson. Dessa med vapen utökade frälsebrev kallas för vapenbrev.
Under Gustav Vasa blev frälsebrev ett krav för skattefrihet, och under hans regering avlöste adelsbrev de äldre frälsebreven, när frälset blev ärftligt och nya ätter adlades men de gamla frälsebreven kunde ibland användas som bekräftelse på frälse när en medlem av ätten skulle introduceras på Riddarhuset, eller om adelskapet av någon anledning ifrågasattes.
Erik Arvidsson (Footangel), ägare av Kahiluoto säteri i Tövsala, vars adelskap sattes i tvivelsmål 1633, uppvisade under riksdagen 1634  ett frälsebrev vilket hade utfärdats av kung Erik av Pommern år 1407 för dåvarande ägaren av Kahiluoto.

### Fotnoter
1. ↑  ”frälsebrev”. Nationalencyklopedin. https://www.ne.se/uppslagsverk/encyklopedi/l%C3%A5ng/fr%C3%A4lsebrev. Läst 30 maj 2014.
2. ↑  Kortfattad svensk adelshistoria - Heraldik.se
3. ↑  FRÄLSEBREVENS UPPKOMST
4. ↑  Släktvapenrätt - Det rättsliga skyddet för släktvapen i Sverige
5. ↑  Ätten Footangel nr 229 på adelsvapen.com